# Stamboom Maria van Oranje-Nassau (1841-1910)
Dit is de stamboom van Maria van Oranje-Nassau (1841-1910).
| Stamboom Maria van Oranje-Nassau (1841-1910)         | Stamboom Maria van Oranje-Nassau (1841-1910)                                     | Stamboom Maria van Oranje-Nassau (1841-1910)                                     | Stamboom Maria van Oranje-Nassau (1841-1910)                                     | Stamboom Maria van Oranje-Nassau (1841-1910)                                                   | Stamboom Maria van Oranje-Nassau (1841-1910)                                                   | Stamboom Maria van Oranje-Nassau (1841-1910)                                                   |
| ---------------------------------------------------- | -------------------------------------------------------------------------------- | -------------------------------------------------------------------------------- | -------------------------------------------------------------------------------- | ---------------------------------------------------------------------------------------------- | ---------------------------------------------------------------------------------------------- | ---------------------------------------------------------------------------------------------- |
| Grootouders                                          | Willem I van Oranje-Nassau (1772-1843) x 1791 Wilhelmina van Pruisen (1774-1837) | Willem I van Oranje-Nassau (1772-1843) x 1791 Wilhelmina van Pruisen (1774-1837) | Willem I van Oranje-Nassau (1772-1843) x 1791 Wilhelmina van Pruisen (1774-1837) | Frederik Willem III van Pruisen (1770-1840) x 1793 Louise van Mecklenburg-Strelitz (1776-1810) | Frederik Willem III van Pruisen (1770-1840) x 1793 Louise van Mecklenburg-Strelitz (1776-1810) | Frederik Willem III van Pruisen (1770-1840) x 1793 Louise van Mecklenburg-Strelitz (1776-1810) |
| Ouders                                               | Frederik van Oranje-Nassau (1797-1881) x 1825 Louise van Pruisen (1808-1870)     | Frederik van Oranje-Nassau (1797-1881) x 1825 Louise van Pruisen (1808-1870)     | Frederik van Oranje-Nassau (1797-1881) x 1825 Louise van Pruisen (1808-1870)     | Frederik van Oranje-Nassau (1797-1881) x 1825 Louise van Pruisen (1808-1870)                   | Frederik van Oranje-Nassau (1797-1881) x 1825 Louise van Pruisen (1808-1870)                   | Frederik van Oranje-Nassau (1797-1881) x 1825 Louise van Pruisen (1808-1870)                   |
| Maria (1841-1910) x 1871 Willem van Wied (1845-1907) |                                                                                  |                                                                                  |                                                                                  |                                                                                                |                                                                                                |                                                                                                |
| Kinderen                                             | Frederik (1872-1945) x Paulina van Württemberg (1877-1965)                       | Alexander Herman (1874-1877)                                                     | Willem (1876-1945) x 1906 Sophia von Schönburg-Waldenburg (1885-1937)            | Viktor (1877-1946) x 1912 Gisela van Solms-Wildenfels (1891-1976)                              | Louise (1880-1965)                                                                             | Elisabeth (1883-1938)                                                                          |
| Kleinkinderen                                        | Hermann (1899-1941) Dietrich (1901-1976)                                         | -                                                                                | Marie Eleonore (1909-1956) Karel Victor (1913-1973)                              | Marie Elisabeth (1913-1985) Benigna (1918-1972)                                                | -                                                                                              | -                                                                                              |